# Eagle (rivière, Michigan)
La rivière Eagle est une rivière longue de 4,2 km de la péninsule de Keweenaw de l'État du Michigan aux États-Unis.